# Rhinoliparis attenuatus
Rhinoliparis attenuatus är en fiskart som beskrevs av Burke 1912. Rhinoliparis attenuatus ingår i släktet Rhinoliparis och familjen Liparidae. Inga underarter finns listade i Catalogue of Life.